# 슈샤리역
슈샤리역(러시아어: Шушары)은 러시아 상트페테르부르크 시에 있는 상트페테르부르크 지하철 프룬젠스코 프리모르스카야 선의 남쪽 시종착역이다. 2019년 10월 3일 본 노선 연장의 일환으로 개통되었다.
이 역은 상트페테르부르크 프룬젠스키 구의 링 로드 외곽부에 건설되었다.

## 역명
초기 역명은 "유즈나야"로 계획되었고, "유즈나야"로 계획되었고, 지금도 공식 통신 상에서는 그 이름이 사용되고 있다.

## 사진

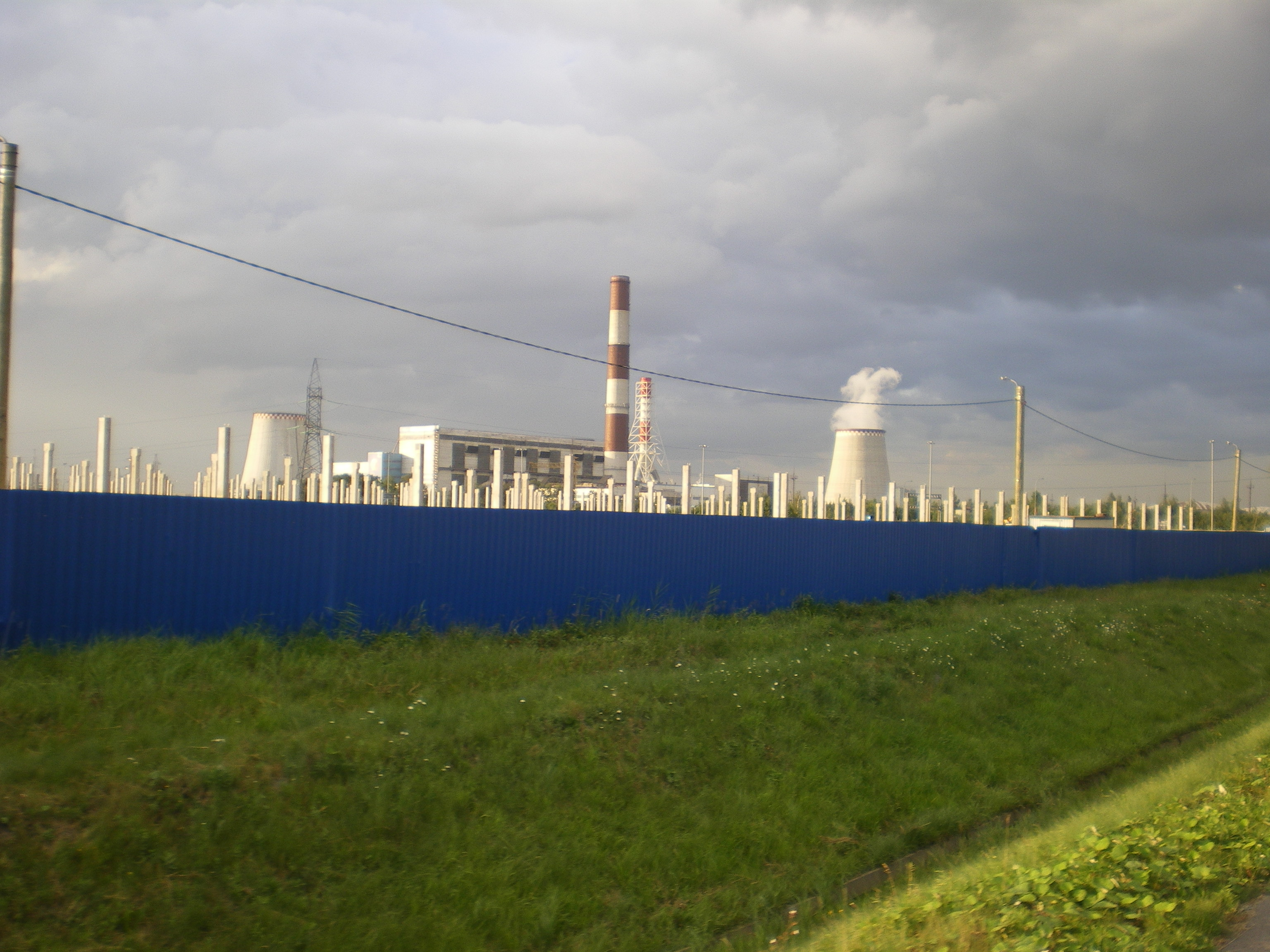
건설 당시 슈샤리 역(2015년)
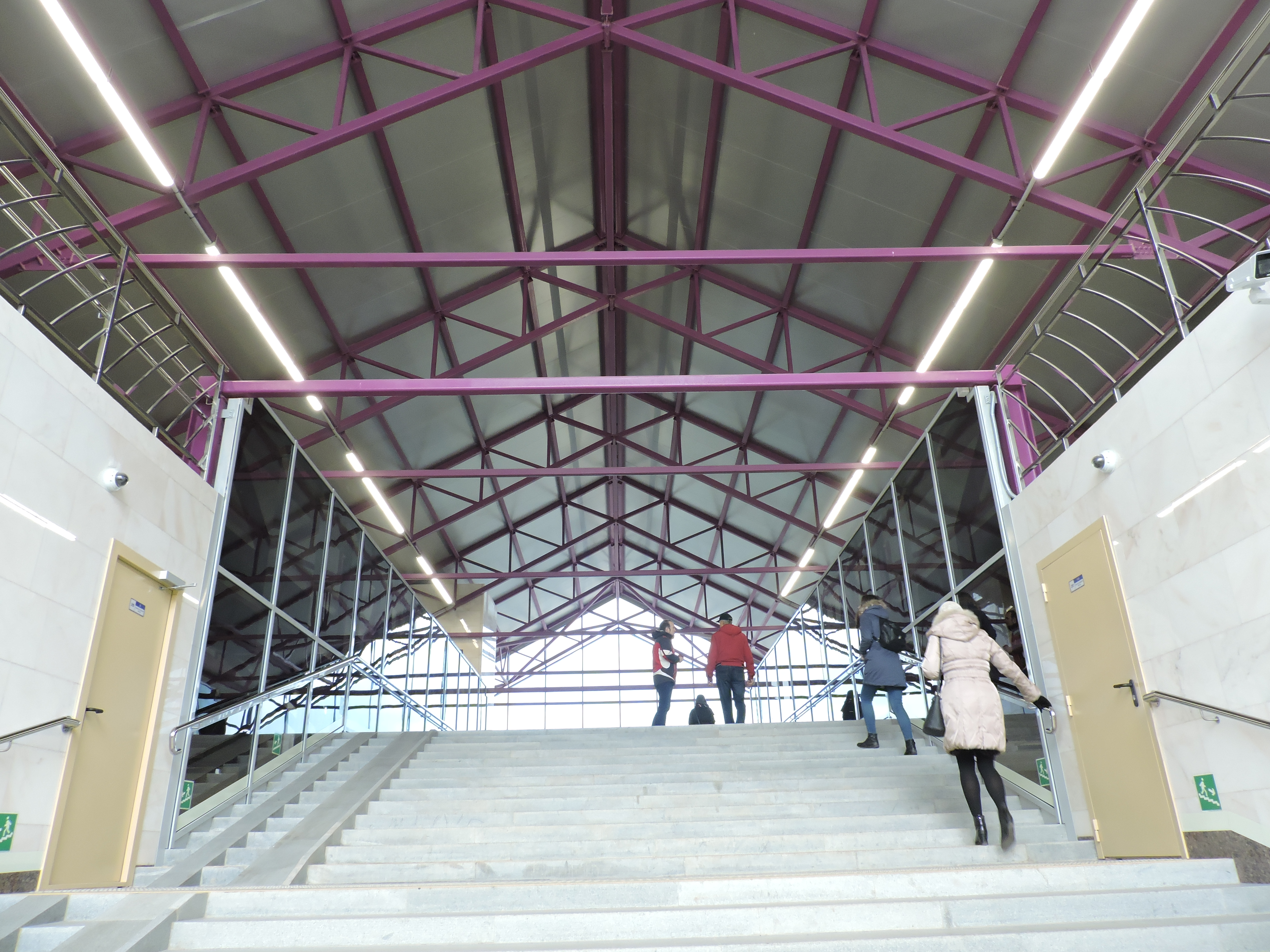
출구 계단